# سیارک ۹۹۶۲
سیارک ۹۹۶۲ (به انگلیسی: 9962 Pfau، نامگذاری:1991YL1) نه هزار و نهصد و شصت و دومین سیارک کشف شده‌است که در ۲۸ دسامبر ۱۹۹۱ کشف شد.
قدر مطلق سیارک برابر ۱۴٫۶۰ است.